# Удбю, Мартин Андреас
Мартин Андреас Удбю (норв. Martin Andreas Udbye; 18 июня, 1820 Тронхейм, Норвегия — 10 января, 1889, там же) — норвежский композитор и органист.
Не получил систематического музыкального образования, самоучкой освоив игру на скрипке, виолончели и органе. Работал учителем в своём родном городе и лишь на 31-м году жизни собрал средства для того, чтобы отправиться для обучения в Лейпцигскую консерваторию, где наставниками Удбю стали Мориц Гауптман и Карл Фердинанд Беккер. По окончании занятий вернулся в Тронхейм и с 1853 г. работал органистом.
В 1857—1858 гг. Удбю работал над сочинением первой норвежской оперы «Невеста мира» (норв. Fredkulla), премьера которой не состоялась ввиду того, что оперный театр в Осло сгорел; эта опера была впервые поставлена лишь в 1997 году. К 1861 г. относятся не реализованные планы по совместной работе Удбю с Генриком Ибсеном над второй оперой. Благополучно были исполнены и принесли Удбю известность оперетты «Путешествие господина Перришона» (нем. Hr. Perrichons Reise; 1861), Hjemve (1864) и Junkeren og flubergrosen (1867). Кроме того, ему принадлежит около 20 фортепианных трио, множество хоровых и органных сочинений.